# Rhapsody in Blue (DA PUMPの曲)
「Rhapsody in Blue」（ラプソディ・イン・ブルー）は、日本の男性アイドルグループDA PUMPの5枚目のシングルである。1998年6月24日発売。発売元はavex tune。

## 概要
- 前作から2か月ぶりとなるシングル。
- 売上枚数14万2220枚。
- 『第49回NHK紅白歌合戦』にて歌唱。
- 1998年7月8日『速報!歌の大辞テン』に出演。
- 1998年7月18日『COUNT DOWN TV』に出演。
- 1998年7月18日『ポップジャム』に出演。
- 1998年7月27日『HEY!HEY!HEY! MUSIC CHAMP』に出演。
- 1998年9月26日『ポップジャム』に出演。
- 1998年12月31日、日本レコード大賞に出演、金賞を受賞した。

## 収録曲
1. Rhapsody in Blue(4:31)
作詞：m.c.A・T、作曲・編曲：富樫明生
2. Infinity -sunset beach-(3:31)
作詞：m.c.A・T、作曲・編曲：富樫明生
3. Rhapsody in Blue (original karaoke)(4:31)
4. Infinity -sunset beach- (original karaoke)(3:31)

## 収録アルバム
- オリジナル『EXPRESSION』（1998年7月23日、アルバムバージョン）
- オムニバス『avex dance VOL.7』（1998年10月7日）
- ベスト『Da Best of Da Pump』（2001年2月28日）
- リミックス『Da Best Remix of Da Pump』（2001年8月29日）
Mad Professor Mix
- オムニバス『a+nation Vol.1 〜SUMMER POWER〜』（2002年7月24日）
- オムニバス『15年150曲 J-POP 50Hit Tracks Vol.1』（2003年7月30日）
- オムニバス『十八番 〜J-POP 90's BEST〜』（2004年1月31日）
- オムニバス『青春歌年鑑90年代総集編』（2004年11月3日）
- ベスト『THANX!!!!!!! Neo Best of DA PUMP』（2018年12月12日）

## タイアップ
- Rhapsody in Blue：資生堂「ティセラ フローズンブルー」CMソング